# جيرهارد فيج
جيرهارد فيج (بالألمانية: Gerhard Feige)‏ (و. 1951  م) هو عالم عقيدة، وكاهن كاثوليكي ألماني، ولد في هاله.

## مناصب
تولى منصب مطران ‏ (منذ 2005)
- أسقف كاثوليكي (منذ 11 سبتمبر 1999)
- أسقف مساعد  [لغات أخرى]‏[2]
- أسقف عنواني  [لغات أخرى]‏.[2]

## روابط خارجية
- جيرهارد فيج على موقع مونزينجر (الألمانية)